# The Old Oak
The Old Oak ist ein Filmdrama von Ken Loach. Der Film spielt in einem ehemaligen Grubendorf in der Grafschaft Durham im Nordosten Englands und in dem titelgebenden, letzten verbliebenen Pub. Der Film feierte im Mai 2023 bei den Filmfestspielen in Cannes seine Premiere und kam im November 2023 in die deutschen Kinos.

## Handlung
„The Old Oak“ ist das letzte verbleibende Pub in einem ehemaligen Grubendorf in der Grafschaft Durham im Nordosten Englands. Seitdem die örtliche Grube nach dem Bergarbeiterstreik 1984–85 geschlossen wurde, stehen viele Häuser leer, weshalb hier syrische Bürgerkriegsflüchtlinge untergebracht werden. Eine von ihnen, die junge Yara, freundet sich mit TJ Ballantyne an, dem Besitzer des „Old Oak“. Gemeinsam versuchen sie, die lokale Gemeinschaft wiederzubeleben, indem sie eine Volksküche im Hinterzimmer des Pubs einrichten. Das verärgert einige der Stammgäste, denen TJ zuvor verwehrt hatte, ebendiesen Raum für eine einmalige (potenziell flüchtlingsfeindliche) Veranstaltung nutzen zu dürfen. Als bekannt wird, dass Yaras Vater in Syrien ermordet wurde, findet die Dorfgemeinschaft zusammen, um der Familie zu kondolieren.

## Produktion

### Filmstab und Besetzung

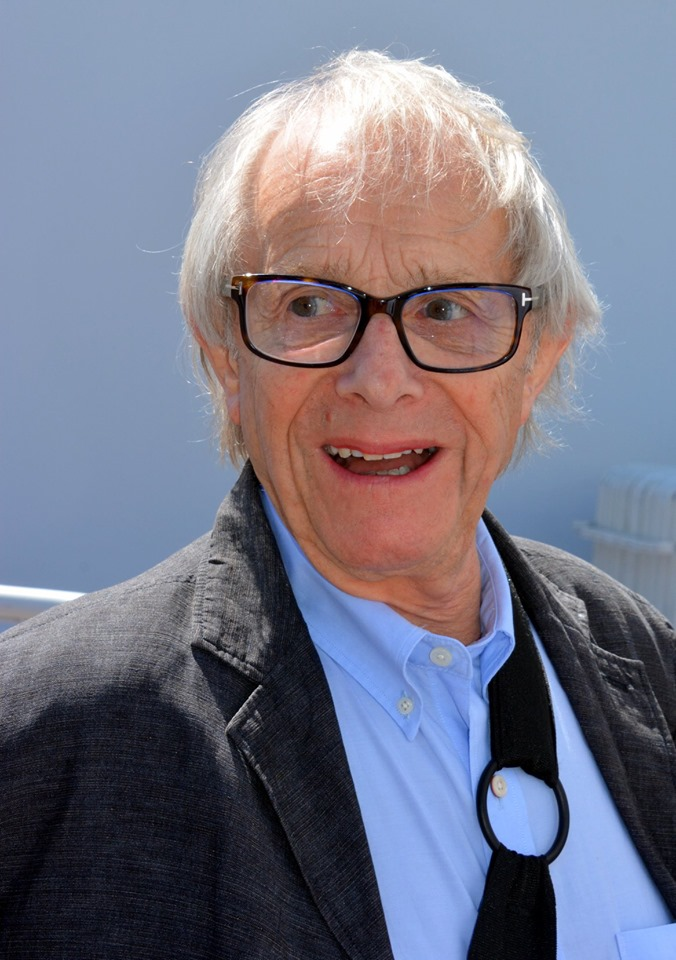
Regisseur Ken Loach bei der Vorstellung seines Films Sorry We Missed You 2019 in Cannes

Regie führte der Brite Ken Loach. Das Drehbuch schrieb Paul Laverty, der seit Loachs Film Carla’s Song mit dem Regisseur zusammenarbeitet. Loach kündigte an, The Old Oak werde sein letzter Film sein, bevor er sich als Filmemacher zur Ruhe setzt.
Ebla Mari spielt die junge Syrerin Yara und Dave Turner den Pubbesitzer TJ Ballantyne. Der Film- und Theaterschauspieler Trevor Fox ist in der Rolle von Charlie zu sehen. In weiteren Rollen sind Col Tai als Eddy, Jordan Louis als Garry, Chrissie Robinson als Erica und Chris Gotts als Jaffa Cake zu sehen.

### Dreharbeiten
Die Dreharbeiten fanden größtenteils in Murton, etwa sechs Meilen von Sunderland entfernt statt, wo sich die ehemalige Zeche des Dorfes befindet. Hier entstanden sechs Wochen lang unter anderem Aufnahmen in einem leerstehenden Pub namens „The Victoria“ in der Hauptstraße. Weitere Drehorte waren die nahe gelegenen Bergbaugemeinden Horden und Easington. Als Kameramann fungierte der Ire Robbie Ryan, mit dem der Regisseur bereits für eine Reihe seiner Filme zusammenarbeitete.

### Filmmusik und Veröffentlichung
Die Filmmusik komponierte der Brite George Fenton, der ebenfalls für zahlreiche Filme von Loach tätig war.
Die Premiere erfolgte am 26. Mai 2023 bei den Filmfestspielen in Cannes als letzter Beitrag im Wettbewerb um die Goldene Palme. Vier Jahre zuvor stellte Loach dort seinen Film Sorry We Missed You und sieben Jahre zuvor seinen Film Ich, Daniel Blake vor. Insgesamt ist es Loachs 15. Film, der in Cannes seine Premiere feierte. Im August 2023 wurde er beim Locarno Film Festival gezeigt. Eine Veröffentlichung des Films von Studiocanal in Großbritannien erfolgte am 29. September 2023. Ebenfalls im September 2023 wurde er bei der Filmkunstmesse Leipzig gezeigt. Ende September, Anfang Oktober 2023 wurde er beim Filmfest Hamburg vorgestellt und zu dieser Zeit auch beim Hamptons International Film Festival gezeigt. Im November 2023 wurde er beim Tallinn Black Nights Film Festival vorgestellt. Am 23. November 2023 kam The Old Oak in die deutschen Kinos. Im Januar 2024 wurde der Film beim Palm Springs International Film Festival gezeigt. Am 5. April 2024 kam der Film in ausgewählte US-Kinos.

## Rezeption

### Kritiken
Von den bei Rotten Tomatoes aufgeführten Kritiken sind 83 Prozent positiv. Bei Metacritic erhielt der Film einen Metascore von 69 von 100 möglichen Punkten.
Chris Schelb erklärt in seiner Kritik bei outnow.ch, das Pub, das dem Film seinen Namen gibt, erinnere in seiner Storyfunktion etwas an den Pizzaladen aus Spike Lees Do the Right Thing, da auch im Old Oak Personen unterschiedlicher Herkunft zusammenkommen, von denen sich einige aus rassistischen Gründen nicht leiden können. Es sei herzerwärmend zu sehen, wie die Community trotz anfänglicher Schwierigkeiten und Unterschieden langsam zusammenzuwachsen scheint. Es gebe hier aber auch Unverbesserliche, woraus der Film einige Spannung ziehe.

### Auszeichnungen
The Old Oak befand sich in der Vorauswahl zum Europäischen Filmpreis 2023. Im Folgenden eine Auswahl von Nominierungen und Auszeichnungen.
British Academy Film Awards 2024
- Nominierung als Bester britischer Film

European Film Festival Palić 2023
- Auszeichnung mit dem Gorky List Audience Award (Ken Loach)[22]

Internationale Filmfestspiele von Cannes 2023
- Nominierung für die Goldene Palme

Palm Springs International Film Festival 2024
- Nominierung für den MOZAIK Bridging the Borders Award
- Nominierung für den Local Jury Award[23]

Prix Lumières 2024
- Nominierung als Beste internationale Koproduktion[24]

Semana Internacional de Cine de Valladolid 2023
- Auszeichnung als Bester männlicher Darsteller (Dave Turner)
- Auszeichnung mit dem Publikumspreis in der Official Section (Ken Loach)[25]

## Synchronisation
Die deutsche Synchronisation entstand nach einem Dialogbuch von Andreas Pollak und der Dialogregie von Ulrike von Lenski und Navid Abri im Auftrag der K13 Studios Berlin GmbH.
| Darsteller           | Synchronsprecher        | Rolle            |
| -------------------- | ----------------------- | ---------------- |
| Dave Turner          | Axel Prahl              | TJ Ballantyne    |
| Ebla Mari            | Bayan Layla             | Yara             |
| Arthur Oxley         | Jaecki Schwarz          | Archie           |
| Yazan Al Shteiwi     | Mayjed Dahdal           | Bashir           |
| Trevor Fox           | Jaron Löwenberg         | Charlie          |
| Col Tait             | Marco Kröger            | Eddy             |
| Chrissie Robinson    | Ilona Schulz            | Erica            |
| Amna Al Ali          | Shahnaz Salim           | Fatima           |
| Jordan Louis         | Nico Mamone             | Garry            |
| Rhys McGowan         | Bernd Egger             | Hundebesitzer    |
| Chris Gotts          | Stefan Gossler          | Jaffa Cake       |
| Joe Armstrong        | Klaus Nietz             | Joe              |
| Claire Rodgerson     | Maria Simon             | Laura            |
| Ruby Bratton         | Kimi Meidowski          | Linda            |
| Jen Patterson        | Cathlen Gawlich         | Maggie           |
| Micky McGregor       | Matthias Friedrich      | Makler           |
| Alex White           | Traven Simon            | Max              |
| Michelle Bell        | Christin Marquitan      | Molly            |
| Rahaf H              | Leyla Görgülü           | Nadia            |
| Neil Leiper          | Thomas Arnold           | Rocco            |
| Diyaa Al Khalid      | Lou von Lenski          | Salim            |
| Bobby Meldrum        | Norbert Stöß            | Sozialarbeiter   |
| Rosa Crowley-Bennett | Flavia Vinzens          | Sozialarbeiterin |
| Debbie Honeywood     | Ute Noack               | Tania            |
| Jake Jarratt         | Tobias John von Freyend | Tony             |
| Chris McGlade        | Bernd Vollbrecht        | Vic              |
| Christine Braxton    | Eva-Maria Werth         | Sadie            |